# Luis Lacalle Pou
Luis Alberto Alejandro Aparicio Lacalle Pou (ur. 11 sierpnia 1973 w Montevideo) – urugwajski prawnik i polityk, w latach 2020–2025 Prezydent Urugwaju, kandydat na prezydenta kraju w 2014. 
Związany z centroprawicową Partią Narodową. W kampanii wyborczej 2019 obiecywał ograniczenie wydatków budżetowych, obniżenie cen paliwa i energii oraz stanowczą walkę z przestępczością. Jest synem byłego prezydenta Urugwaju Luisa Alberto Lacalle. W wyborach prezydenckich 24 listopada 2019 zdobył 48.71% głosów i pokonał Daniela Martineza z koalicji Szeroki Front różnicą zaledwie 28 666 głosów. 1 marca 2025 zakończył urzędowanie.